# Матковский, Дмитрий Фадеевич
Дми́трий Фаде́евич Матко́вский (2 февраля 1961, Ленинград) — русско-канадский художник и аниматор, музыкант. Наиболее известен как участник групп «Мануфактура» и «АукцЫон».

## Биография
В дошкольном возрасте он занимался в детской художественной школе, но бабушка хотела его видеть музыкантом и повела на вступительные экзамены в музыкальную школу, где ей было сказано, что его могут взять только на «барабан». Это обидело и бабушку, и внука, поэтому маленький Дима решил доказать всем, что он музыкант и поменял кисточку на ноты.
В июле 1976 года, будучи учеником ленинградской физико-математической школы № 30, становится одним из основателей группы «Мануфактура». В 1981 году коллектив стал членом Ленинградского рок-клуба, а в 1983 году победил на первом рок-клубовском фестивале. Вскоре после этого был записан альбом «Зал ожидания». Через месяц Матковский и Скиба ушли в армию на 2 года. Несмотря на службу в СА группа вполне успешно выступила на II фестивале в 1984 году.
Летом 1985 года Матковский и Скиба вернулись домой, но возродить былую «Мануфактуру» им не удалось, так как сначала умер басист Владимир Арбузов, а затем вокалист Виктор Салтыков ушёл в «Форум». После длительных репетиций и серии разовых проектов в начале 1986 группа распалась.
В период 1985 −1987 Дмитрий много занимается фотографией и работает помощником кинооператора, а затем кинооператором на студиях: Ленфильм и Леннаучфильм. Там он знакомится с основателем группы «Кино» Алексеем Рыбиным, режиссёрами и сценаристами Константином Мурзенко, Виктором Алисовым, Виктором Михеевым, Динарой Асановой, Виталием Аксёновым, Сергеем Соловьёвым, Алексеем Учителем, Сергеем Балакиревым.
В сентябре 1986 года, накопив багаж свежих идей, Матковский начал репетировать в ДК «Невский». Теперь вся музыка и все тексты были написаны им самим. На первых порах компанию ему составили бас-гитарист Игорь Тихомиров и клавишник и аранжировщик Андрей Муратов. Какое-то время с ними музицировали Александр Кондрашкин и Андрей Отряскин, экс-барабанщик Мануфактуры Андрей Ушаков, но к зиме он окончательно перебрался за звукорежиссёрский пульт, а ритмическую основу стала обеспечивать драм-машина «Yamaha». В группу входили Алексей Рахов, выпускница консерватории Ольга Большакова. К ноябрю к новой группе присоединился певец «Аукцыона» Сергей Рогожин и художник Кирилл Миллер, который также стал бэк-вокалистом. Группа получает название «Охота романтических их». Позже последнее слово было заменено немецким местоимением ich. Дебют группы состоялся 14 мая 1987 года. К лету того же года группа распадается, но успевает записать магнитоальбом.
В октябре 1987 года становится участником группы «АукцЫон», в составе которого он принимает участие в записи альбомов «Как я стал предателем», «В Багдаде все спокойно», «Жопа», «Бодун», «Чайник вина», «Птица» и «Жилец Вершин». На его песни были сняты несколько видеоклипов.
В 1987 году он становится одним из участников только что созданного сообщества современных модельеров ЛЭМ, творческое объединение альтернативной моды — неформальное объединение молодёжи «Лаборатория Экспериментального Моделирования» («ЛЭМ») на базе ЛДКЖД Ребята в основном выступают на рок концертах и создают костюмы из подсобных материалов или разрисовывают ткани сами.
Выступает и записывает альбомы с такими коллективами: «Препинаки», Сергей Курёхин, «Браво» в проекте «Ленинградско-Московская Дружба», Сергей Касьянник.
Тем не менее, известность и признание коллектива не приносили полного удовлетворения. В ноябре 1995 года он даёт последний концерт в составе «АукцЫон», после чего оставляет музыкальную деятельность. По этому поводу он сказал: «25 лет карьеры музыканта, композитора, аранжировщика, постоянной тусовке в музыке и около неё утомили меня донельзя и я ушёл… сначала из группы, потом из страны, а затем и из музыки. Хвост как то сказал: „Живопись — это музыка на холсте“. Теперь я — художник».
Знакомство с Герхардом Рихтером поменяли вектор деятельности Дмитрия Матковского. Он уезжает в Германию, где всё лето работал подмастерьем у известного художника, поддаваясь очарованию абстрактного экспрессионизма. В тот период, по словам автора, к нему пришло осознание природы собственного восприятия искусства, единства музыки и цвета.
После ухода из АукцЫона на почве живописи он сближается со своим крестным Алексеем Хвостенко и в 1996 году на совместной с ним выставке в Нью Йорке знакомится с Дмитрием Стрижовым.
В 2001 он уехал в Торонто. Среди последующих учителей отмечал своего крёстного Алексея Хвостенко и петербургского акварелиста Виктора Прошкина. У них Матковский учился скорее не формальным приёмам, а способу донесения субъективного видения мира с помощью искусства. Вдохновлялся творчеством Густава Климта, Мориса Дени, Клода Моне, Поля Сезанна, Эдгара Дега.
Изменил свой способ писания картины с мазков кистью на выливание краски на холст, часто работая с мастихином для достижения той глубины и объёма, которая становится его визитной карточкой.
В конце 2011 вернулся в Россию. Стал работать в области 3D-анимации, видеомэппинга и виджеинга и инсталляций.